# Rupp család
A Rupp család mára már férfi ágon kihalt, előkelő morva család, aki rokonságban állt több magyar nemesi családdal.

## Története
A család korai felmenői morvaországi birtokosok, gazdák és méhészek voltak. Johann Ignaz méhészetet üzemeltetett Maires községben, ami ma Slavonice része. Ezt a területet 1793-ban adománykét kapta II. Ferenc Német-római császártól.
A háborúk nagyban megviselték az ország gazdaságát és a méhészetet is. A gazdaság fellendítésének érdekében II. Ferenc császár nemesi rangra emelte országának legjobb méhészeit.
A család lovagi rangra emelése 1799. február 13-án történt meg Bécsben

## Leszármazottak
Johann Ignaznak két fia és három lánya született.
- Anna Mária (1772-1853), aki báró Bömelburg Felixel házasodott Cegléden, 1799-ben. Leszármazottaik még a 20. században Budapesten éltek.
- Ludmilla (1780-1848), aki Jurenák Ádámmal házasodott Pozsonyban és a Jurenák család pozsonyi ágának ősanyja.
- Franz (1791-1875), mairesi intéző, nagyvonalú adakozó, bécsi császári gazdasági tanácsos.[5]
- Wilhelm, akinek törvénytelen fia Dr. Georg Wimmer (1815-1893) II. Lipót belga király személyes orvosa volt 1855-től egészen haláláig.[6]
- Caroline